# Посольство России в ЮАР
Посольство Российской Федерации в Южно-Африканской Республике (англ. Embassy of the Russian Federation in the Republic of South Africa) — дипломатическое представительство Российской Федерации в столице ЮАР городе Претория. Посольство также представляет интересы России в Лесото.

## История отношений
Дипломатические отношения между Россией и ЮАР были установлены 28 февраля 1992 года. В этом же году с официальным визитом Россию посетил президент ЮАР Фредерик де Клерк. 7 июля 1992 года секция интересов России в ЮАР была преобразована в Посольство Российской Федерации в Южно-Африканской Республике и одновременно было образовано Генеральное консульство РФ в Кейптауне.
В 2002 году при Посольстве была открыта начальная школа, а в 2015 году она была преобразована в среднюю общеобразовательную школу.

## Послы России в ЮАР
- Евгений Петрович Гусаров (1992—1997)
- Вадим Борисович Луков (1997—2000)
- Андрей Анатольевич Кушаков (2000—2006)
- Анатолий Анатольевич Макаров (2006—2012)
- Михаил Иванович Петраков (2012—2019)
- Илья Игоревич Рогачёв (2019—2024)
- Роман Евгеньевич Амбаров (с 6 сентября 2024 года)